# Creston (Washington)
Creston az Amerikai Egyesült Államok északnyugati részén, Washington állam Lincoln megyéjében elhelyezkedő város. A 2010. évi népszámlálási adatok alapján 236 lakosa van.
A település a Central Washington Railroad vasútvonalának 1899-es megnyitásakor jött létre. A postahivatal első vezetője Henry Verfurth lett. Creston a gazdaság 1897-től való fejlődését a búzatermesztésnek köszönheti.
1902 augusztusában Harry Tracy, a Hole in the Wall banda utolsó tagja egy helyi farmon öngyilkos lett. Creston 1903. április 20-án kapott városi rangot.

## Éghajlat
| Hónap                         | Jan.  | Feb.  | Már.  | Ápr.  | Máj. | Jún. | Júl. | Aug. | Szep. | Okt.  | Nov.  | Dec.  | Év    |
| ----------------------------- | ----- | ----- | ----- | ----- | ---- | ---- | ---- | ---- | ----- | ----- | ----- | ----- | ----- |
| Rekord max. hőmérséklet (°C)  | 18,3  | 16,1  | 23,9  | 31,7  | 35,6 | 41,1 | 43,3 | 40,6 | 37,8  | 30,6  | 20,6  | 12,8  | 43,3  |
| Átlagos max. hőmérséklet (°C) | 0,6   | 3,9   | 9,4   | 15,0  | 20,0 | 23,9 | 29,4 | 28,9 | 23,9  | 15,0  | 5,6   | −0,6  | 14,6  |
| Átlagos min. hőmérséklet (°C) | −6,7  | −5,0  | −2,2  | 0,0   | 3,9  | 7,2  | 10,6 | 10,0 | 5,6   | 0,6   | −3,3  | −7,2  | 1,2   |
| Rekord min. hőmérséklet (°C)  | −32,8 | −34,4 | −20,0 | −12,2 | −7,2 | −3,9 | −3,9 | −3,9 | −10,0 | −17,2 | −27,8 | −30,6 | −34,4 |
| Átl. csapadékmennyiség (mm)   | 36    | 26    | 28    | 25    | 33   | 23   | 20   | 8    | 12    | 22    | 43    | 45    | 321   |
| Forrás: The Weather Channel   |       |       |       |       |      |      |      |      |       |       |       |       |       |

## Népesség
A 2010-es népszámláláskor a városnak 236 lakója, 114 háztartása és 67 családja volt. A népsűrűség 220,6 fő/km2. A lakóegységek száma 130, sűrűségük 121,5 db/km2. A lakosok 94,5%-a fehér,  1,7%-a indián, 0,4%-a ázsiai,   3,4%-a pedig kettő vagy több etnikumú. 
A háztartások 16,7%-ában élt 18 évnél fiatalabb. 46,5% házas, 5,3% egyedülálló nő, 7% egyedülálló férfi, 41,2% pedig nem család. 36,8% egyedül élt; 21,9%-uk 65 éves vagy idősebb. Egy háztartásban átlagosan 2,07 személy élt; a családok átlagmérete 2,66 fő.
A medián életkor 51,5 év volt. A város lakóinak 14,8%-a 18 évesnél fiatalabb, 5,6% 18 és 24 év közötti, 18,7%-uk 25 és 44 év közötti, 32,6%-uk 45 és 64 év közötti, 28,4%-uk pedig 65 éves vagy idősebb. A lakosok 50,4%-a férfi, 49,6%-a pedig nő.

## Fordítás
- Ez a szócikk részben vagy egészben  a   Creston, Washington című angol Wikipédia-szócikk ezen változatának fordításán alapul.  Az eredeti cikk szerkesztőit annak laptörténete sorolja fel. Ez a jelzés csupán a megfogalmazás eredetét és a szerzői jogokat jelzi, nem szolgál a cikkben szereplő információk forrásmegjelöléseként.